# De fresa, limón y menta
De fresa, limón y menta es una película española de 1978 dirigida por Miguel Ángel Díez, coescrita por Díez y Fernando Colomo y protagonizada por Carmen Maura, Cecilia Roth, Kiti Mánver, Miguel Arribas, María Luisa Ponte y Emilio Gutiérrez Caba.

## Sinopsis
Santiago es un militar que obtiene cuatro días de permiso para realizar una película en una escuela de cine. Durante este tiempo inicia una relación sentimental a través del teléfono con Ana, que al final nunca llega a consumarse.

## Reparto
- Carmen Maura
- Cecilia Roth
- Emilio Gutiérrez Caba
- Kiti Mánver
- Miguel Arribas
- Cristina Sánchez Pascual
- Félix Rotaeta
- María Luisa Ponte

## Recepción
La reseña del filme en el portal Decine21 la define como «una comedia de la transición que sigue la línea de Tigres de papel de Fernando Colomo», y que «resulta interesante como un relato social de la época de los cambios políticos en España». La revista Fotogramas la ubicó en su lista de filmes emblemáticos de la comedia generacional de la transición española.